# Geneviève Senger
Pour les articles homonymes, voir Senger.
Geneviève Senger, née à Mulhouse en 1956, est une auteure de livres pour la jeunesse et romancière française .

## Biographie
Infirmière durant dix ans elle se consacre ensuite à l'écriture. Elle a écrit un temps sous le pseudonyme J. Esther Singer. Elle a fait ses études au collège Jeanne d'Arc à Mulhouse, puis à l'Institut Sainte Ursule où elle a obtenu un baccalauréat série littéraire. Elle vit actuellement à Strasbourg.

## Prix et récompenses
- Prix du Lys 2016 pour La Dynastie des Weber[4].

## Œuvres
- La Guerre des marrons, Toulouse, France, Éditions Milan, ill. d’Alfred Morera, coll. « Zanzibar », 1993, 229 p.  (ISBN 2-86726-909-1)
- L’Été de toutes les cerises, ill. de Sylvie Montmoulineix, Paris, Nathan, coll. « Bibliothèque internationale », 1993, 125 p.  (ISBN 2-09-240341-9)
- Une vallée prisonnière, Toulouse, France, Éditions Milan, ill. de Jean-Louis Henriot, coll. « Zanzibar », 1995, 151 p.  (ISBN 2-84113-288-9)
- Destination macadam, ill. de Thierry Daniel, Paris, Hachette jeunesse, coll. « Verte aventure : aventure humaine », 1995, 125 p.  (ISBN 2-01-209347-7)
- B comme Béatrice, ill. d’Anne Romby, Paris, Éditions Rageot, coll. « Cascade », 1995, 156 p.  (ISBN 2-7002-2313-6)
- Les Patates magiques, ill. de Thierry Christmann, Paris, Éditions Rageot, coll. « Cascade », 1996, 92 p.  (ISBN 2-7002-2399-3)
- Le Manoir invisible, ill. de Philippe Chauvet, Tournai, Belgique, Éditions Casterman, coll. « Romans Casterman huit et plus : comme la vie », 1997, 103 p.  (ISBN 2-203-11757-5)
- Quand j’aurai un grand frère, Paris, Éditions Syros jeunesse, coll. « Mini souris sentiments », 1998, 29 p.  (ISBN 2-84146-537-3)
- Seuls à la maison, ill. de Thierry Christmann, Paris, Éditions Rageot, coll. « Cascade », 1999, 121 p.  (ISBN 2-7002-2571-6)
- Le Cigogneau, Paris, Éditions Flammarion, 1999, 191 p.  (ISBN 2-08-067669-5)
- Une grosse dispute, ill. de Thierry Christmann, Paris, Éditions Rageot, coll. « Cascade », 2000, 59 p.  (ISBN 2-7002-2660-7)
- Le chat qui voulait dire la vérité et autres fables d'’sraël, ill. de Marie Mathieu, Paris, Éditions ER jeunesse, coll. « Fables et légendes d'Israël », 2000, 64 p.  (ISBN 2-911783-48-4)
- Tous les jours en vacances, ill. de Christian Maucler, Paris, Éditions Rageot, coll. « Cascade », 2001, 117 p.  (ISBN 2-7002-2732-8)
- Dis-moi qui tu aimes, Paris, Éditions Bayard jeunesse, coll. « Cœur grenadine », 2001, 117 p.  (ISBN 2-7002-2732-8)
- Mon premier euro de poche, ill. de Camille Meyer, Paris, Éditions Rageot, coll. « Cascade », 2002, 44 p.  (ISBN 2-7002-2778-6)
- L’Île du premier amour, Paris, Éditions Bayard jeunesse, coll. « Cœur grenadine », 2003, 144 p.  (ISBN 2-7470-0503-8)
- Une histoire entre sœurs, Paris, Éditions J’ai lu jeunesse, coll. « J'ai lu. Jeunesse : journal », 2003, 93 p.  (ISBN 2-290-32881-2)
- Moi, j’aime gagner, avec Philippe Diemunsch, Paris, Éditions Flammarion, coll. « Castor cadet », 2003, 44 p.  (ISBN 2-08-161425-1)
- L’Ennemi de cœur, ill. de Karen Laborie, Champigny-sur-Marne, France, Éditions Lito, coll. « Moi, j'aime les romans », 2004, 136 p.  (ISBN 2-244-45823-7)
- Chut ! Les enfants parlent, ill. de Pierre Bailly, Champigny-sur-Marne, France, Éditions Lito, coll. « Moi, j'aime les romans », 2004, 89 p.  (ISBN 2-244-45821-0)
- La Plus Belle Lettre d'amour, ill. de Karen Laborie, Champigny-sur-Marne, France, Éditions Lito, coll. « La collec' des filles », 2004, 138 p.  (ISBN 2-244-44203-9)
- Meurtre au lycée, Paris, Éditions Rageot, coll. « Heure noire », 2004, 153 p.  (ISBN 2-7002-2909-6)
- La Voix de son maître, Paris, Éditions de la Martinière, 2006, 286 p.  (ISBN 2-84675-155-2)
- Trois sœurs dans un appartement, T1, Lola, ill. d’Aline Bureau, Champigny-sur-Marne, France, Éditions Lito, coll. « La collec' des filles », 2005, 136 p.  (ISBN 2-244-44210-1)
- L’Inconnue de la chambre 313, Paris, Éditions Rageot, coll. « Heure noire », 2005, 184 p.  (ISBN 2-7002-2955-X)
- Trois sœurs dans un appartement, T2, Marylou, ill. d’Aline Bureau, Champigny-sur-Marne, France, Éditions Lito, coll. « La collec' des filles », 2005,   (ISBN 2-244-44213-6)
- Mon amoureux du bout du monde, Paris, Éditions Pocket Jeunesse, coll. « Toi + moi = cœur », 2005, 155 p.  (ISBN 2-266-14216-X)
- Trois sœurs dans un appartement, T3, Alice, ill. d’Aline Bureau, Champigny-sur-Marne, France, Éditions Lito, coll. « La collec' des filles », 2006,  144 p.  (ISBN 2-244-44217-9)
- Vive la mode!, ill. de Yann Hamonic, Paris, Éditions Rageot, coll. « Cascade », 2006, 154 p.  (ISBN 2-7002-3188-0)
- La Disparue du canal, Paris, Éditions Rageot, coll. « Heure noire », 2006, 151 p.  (ISBN 978-2-7002-3130-4)
- La Mémoire du lièvre, Paris, Éditions Pygmalion, coll. « Suspense », 2007, 306 p.  (ISBN 978-2-7564-0105-8)
- Regarde-moi !, Paris, Éditions Oskar jeunesse, coll. « Junior », 2010, 200 p.  (ISBN 978-2-35000-510-2)
- Les Larmes et l’Espoir, avec Élise Fischer, Paris, Les Presses de la Cité, 2011, 423 p.  (ISBN 978-2-258-08504-6)
- Pour te venger, Joy, Paris, Éditions Oskar jeunesse, coll. « Junior », 2011, 188 p.  (ISBN 978-2-35000-644-4)
- Un cœur entre deux rives, Paris, Les Presses de la Cité, coll. « Terres de France », 2012, 343 p.  (ISBN 978-2-258-09103-0)
- La Maison Vogel, Paris, Éditions Calmann-Lévy, coll. « France de Toujours et d'Aujourd'hui », 2013, 441 p.  (ISBN 978-2-7021-4397-1)
- L’Enfant de la Cerisaie, Paris, Éditions Calmann-Lévy, coll. « France de Toujours et d'Aujourd'hui », 2014, 416 p.  (ISBN 978-2-7021-4473-2)
- Le Fil d’or, Paris, Éditions Calmann-Lévy, coll. « France de Toujours et d'Aujourd'hui », 2015, 650 p.  (ISBN 978-2-7021-5467-0)
- La Dynastie des Weber, Paris, Éditions Calmann-Lévy, coll. « France de Toujours et d'Aujourd'hui », 2015, 816 p.  (ISBN 978-2-7021-5467-0)
- Les Jumeaux du Val d’amour, Paris, Éditions Calmann-Lévy, coll. « France de Toujours et d'Aujourd'hui », 2016, 360 p.  (ISBN 978-2-7021-5802-9)
- La Promesse de Rose, Paris, Éditions Calmann-Lévy, coll. « France de Toujours et d'Aujourd'hui », 2017, 360 p.  (ISBN 978-2-7021-5952-1)
- La Dame des Genêts, Paris, Éditions Calmann-Lévy, coll. « France de Toujours et d'Aujourd'hui », 2018, 528 p.  (ISBN 978-2-7021-6321-4)
- Meurtres aux Épicéas, De Borée, 2018, 160 p.  (ISBN 978-2-8129-3489-6)
- Les Bellanger, Paris, Éditions Calmann-Lévy, coll. « France de Toujours et d'Aujourd'hui », 2018, 490 p.  (ISBN 978-2-7021-6141-8)
- L’Air de l’espoir, Presses de la cité, 2019, 416 p.  (ISBN 978-2-2581-5055-3)
- L’Or de Salomé, Paris, Éditions Calmann-Lévy, coll. « France de Toujours et d'Aujourd'hui », 2019, 416 p.  (ISBN 978-2-7021-6502-7) ; Sélection du livre du Reader's Digest, 2020,  (ISBN 978-2-7098-2818-5)
- La Première Amie, Presses de la cité, 2020, 360 p.  (ISBN 978-2-2581-6328-7)
- La Terre originelle, Paris, Éditions Calmann-Lévy, coll. « Territoires », 2020, 320 p. (ISBN 978-2-7021-6896-7)
- Le premier amour est-il éternel ?, Presses de la cité, 2021, 272 p.  (ISBN 978-2-2581-9388-8)
- Le bonheur est au fond des vallées, Calmann-Lévy, 2022, 320 p.  (ISBN 978-2-7021-8402-8)